# Meddes
Meddes település Romániában, Szatmár megyében.

## Fekvése
Erdődtől délkeletre fekvő település.

## Története
Meddes nevét 1273-ban említette először oklevél Medies néven.
1648-ban Meddes néven írták. Ekkor Rákóczi György birtoka volt.
1851-ben Megyes-nek 355 görögkatolikus, 5 zsidó lakosa volt. Sovány határáról írtak. Régi időkben meglévő nagy erdejét az itt folyó hamuzsír-főzés nagyon megritkította.
Az 1800-as évek második felében a gróf Károlyi család birtokaihoz tartozott.
A 20. század elején Szatmár vármegye Erdődi járásához tartozott.
1910-ben 603 lakosából 4 magyar, 10 német, 581 román volt. Ebből 588 görögkatolikus, 10 izraelita volt.

## Nevezetességek
- Görögkatolikus temploma.